# Drava
Drava (njemački: Drau, slovenski: Drava, mađarski: Dráva) je rijeka u središnjoj Europi.
Izvire u južnom Tirolu (kod jezera Dobiaco) u Italiji, odakle nastavlja teći prema istoku, kroz austrijsku pokrajinu Korušku, Sloveniju, Hrvatsku, zatim dijelom tvori hrvatsko-mađarsku granicu. Kod Donjeg Miholjca Drava skreće u dubinu Hrvatske, prema Osijeku, te napokon kod Aljmaša, na granici Hrvatske s Vojvodinom (Srbija), utječe u Dunav. U svom krajnjem dijelu čini granicu između regija Slavonije i Baranje. Ukupna dužina Drave je 725 km, a plovna je oko 90 km, od ušća u Dunav do mjesta Čađavica u Hrvatskoj. 
Drava teče kroz ova veća naselja:
- Austrija:  Lienz, Spittal an der Drau, Villach, Ferlach,
- Slovenija: Dravograd, Vuzenica, Muta, Ruše, Maribor, Ptuj, Ormož
- Hrvatska: Varaždin (Dravska park-šuma), Legrad, Belišće, Osijek
- Mađarska: Barča

Glavni pritoci Drave su:
- desni pritoci: Gail (Austrija), Mislinja (Slovenija), Dravinja (Slovenija) i Bednja (Hrvatska)
- lijevi pritoci: Gurk (Austrija) i Mura (pored Legrada) (Hrvatska)

## Turizam i sport
Kajakaški maraton Varaždinski kajak-kanu maraton održava se od 2005. na relaciji Svibovec–Varaždin.
Kajakaška Regata Osijek – Aljmaš održava se od 2001. na relaciji Osijek–Aljmaš.
Kajakaško natjecanje Majski turnir gradova – Belišće održava se od 1972. na Dravi u Belišću.

## Galerija slika
- Rijeka Drava - izvor kod Dobiaca
- Rijeka Drava kod Villacha
- Rijeka Drava kod Maribora
- Željeznički most na Dravi kod Varaždina
- Rijeka Drava kod Molvi
- Rijeka Drava kod Osijeka

## Vanjske poveznice
|  | Zajednički poslužitelj ima stranicu o temi Drava, galerija |
|  | Zajednički poslužitelj ima još gradiva o temi Drava        |

- Dravska Liga-ekologija i znanstvena istraživanja na Dravi  Arhivirana inačica izvorne stranice od 17. prosinca 2014. (Wayback Machine)
- MSN Encarta - Atlas Svijeta - Karta Drave
- Drava.net